# Duttlenheim
Duttlenheim é uma comuna francesa na região administrativa de Grande Leste, no departamento Baixo Reno. Estende-se por uma área de 8,61 km². Em 2010 a comuna tinha 2 910 habitantes (densidade: 338 hab./km²).